# Brändö (Kumlinge, Åland)
Brändö är en halvö i Åland (Finland). Den ligger i den östra delen av landskapet, 50 km öster om huvudstaden Mariehamn. Brändö ligger på ön Kumlinge.